# Satschchere

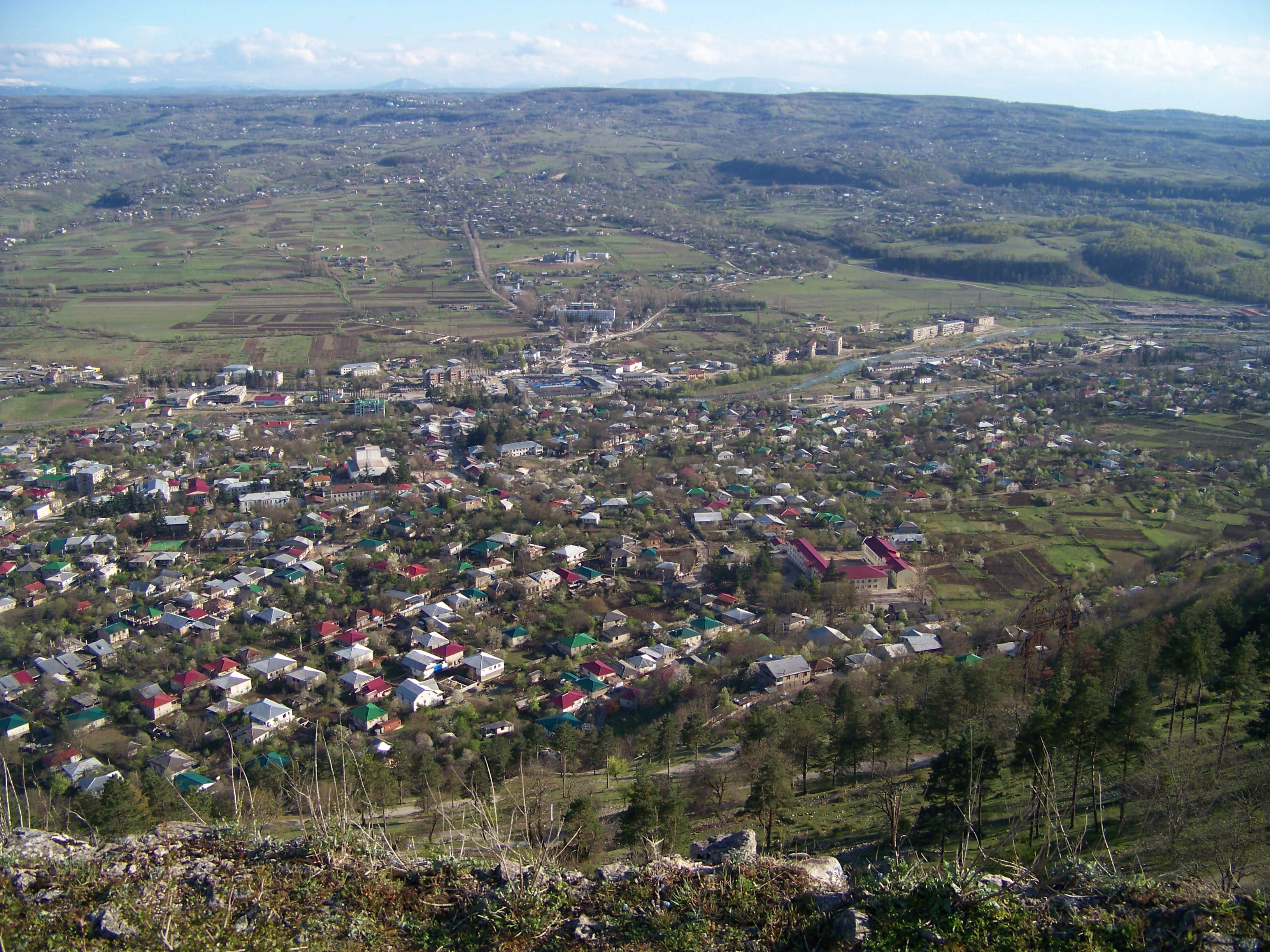
Satschchere

Satschchere (georgisch საჩხერე Sač̕xere, englisch Sachkhere) ist eine Kleinstadt in Georgien.

## Geografie
Sie liegt im nördlichen Bereich der Provinz Imeretien auf einer Höhe von etwa 510 m. Die Stadt hat 6140 Einwohner (2014).

## Verkehr
1904 erhielt die Stadt mit der Bahnstrecke Sestaponi–Satschchere eine Eisenbahnverbindung zur Magistrale des Landes, der Bahnstrecke Poti–Baku. Damals war das eine Schmalspurbahn, die dann später auf die landesübliche Breitspur umgespurt wurde. Heute verkehren im Personenverkehr täglich zwei Zugpaare zwischen Satschchere und Kutaissi.
2008 wurde der Oberleitungsbus Tschiatura eingestellt, der bis dahin Satschchere mit dem benachbarten Tschiatura verbunden hatte.

## Sport
- Der FC Tschichura Satschchere, ein Fußballverein, spielt in der höchsten Spielklasse Georgiens.

## Persönlichkeiten
- Akaki Zereteli (* 1840 in Schwitori bei Satschchere; † 1915 in Satschchere), Dichter und Politiker sowie eine der Leitfiguren der georgischen Nationalbewegung
- Georgi Eliava (1892–1937), Bakteriologe und Hochschullehrer in Tiflis
- Giorgi Assanidse (* 1975), Gewichtheber
- Lascha Talachadse (* 1993), Gewichtheber